# 広田恵子
広田 恵子（ひろた けいこ、1965年10月27日 - ）は、日本のモデル、女優、歌手。千葉県出身。千葉県立野田高等学校卒業。K&M PROMOTION所属。かつてはホリ・エージェンシーに所属していた。

## 人物
高校時代からモデル活動を始める。1986年に「カネボウ・スイムウエアイメージモデル」として脚光を浴びる。
1987年、映画「微熱少年」（東宝、監督：松本隆）のメインキャストに抜擢されスクリーンデビュー。その後、1990年代にかけてタレントや女優としても活動した後、モデル業に専念した。 
作詞家・作曲家の杉本智孝と結婚し、夫や2人の娘（鈴木梨紗子、鈴木瑛美子）とコーラスグループ「スギモト☆ファミリー」を組んで活動している。
2021年11月5日・6日、松本隆 作詞活動50周年記念オフィシャル・プロジェクト『風街オデッセイ2021』が日本武道館にて開催され、広田の次女・鈴木瑛美子が5日の《第一夜》に出演。松本が作詞した『Woman "Wの悲劇"より』『瞳はダイアモンド』の2曲を歌唱した。広田は武道館の楽屋で34年ぶりに松本と再会した。

## 出演

### 映画
- 微熱少年（1987年、東宝） - 優子 役

### オリジナルビデオ
- IMADOKI初恋物語（1991年、ジャパンホームビデオ） - 小林あや 役
- おいら女蛮 決戦!パンス党（1992年、タキコーポレーション） - 蛮子の母 役

### テレビドラマ
- 少女に何が起ったか（1985年、TBS） - 生徒 役
- JOCX-TV2 ミッドナイトドラマ「サーキット・ナース」（1988年10月7日、フジテレビ） - 主演・リサ 役
- DRAMADAS ドラマダス「オレは天下のカンペキ男」（1990年10月、関西テレビ）
- 七人の女弁護士3 第5話「セクハラ魔殺人!美人秘書の復讐」（1993年2月4日、テレビ朝日） - 茅野陽子 役
- お助け同心が行く! 第7話「名刀、辻斬り」（1993年5月21日、テレビ東京）
- 土曜ワイド劇場（テレビ朝日）
  - 「タクシードライバーの推理日誌3 春呼ぶ殺人」（1994年4月16日） - 神保愛美 役
  - 「わたしが殺した私」（1994年8月20日）
- 世にも奇妙な物語 冬の特別編 (1995年)「夢のつづき」（1995年1月4日、フジテレビ）
- 最高の片想い 第9話「お前を許さない」（1995年3月8日、フジテレビ） - 法子の同僚 役
- はぐれ刑事純情派 第8シリーズ 第2話「男の売春!安浦刑事の潜入捜査」（1995年4月19日、テレビ朝日）
- ハートにS 第12回「幸子ちゃん」（1995年7月3日、フジテレビ）

### テレビ番組
- 連想ゲーム（NHK） - アシスタント
- 11PM（日本テレビ） - カバーガール

### 舞台
- オズの魔法使い（1997年） - イブリーン 役

### CM
- コカ・コーラ（1988年）
- プラスロン化粧品 ニキビエーヌ
- 野村證券
- ホンダ「フィット」（2012年）
- フォンティーヌ

### イメージビデオ
- EXCITING SUMMER（1986年、ソニー・ビデオ・ソフトウェア・音楽：松岡直也）
- 渚のバラード（1987年、パワースポーツ）
- 広田恵子（1989年、キングレコード）
- Legend Gold 素肌のビーナス（2012年、M.B.D.メディアブランド）星野麗子、水島淳子、秋元ともみ、芹沢直美、槙野しおり、羽田美智子

## 写真集
- 『EXCITING SUMMER』（1986年5月、近代映画社 ISBN 978-4764813403）
- 『広田恵子 写真集』（1989年6月、フレッシュスコラ・撮影：西田幸樹 ISBN 978-4882754107）